# وراژوگرناتس
وراژوگرناتس (به صربی: Vražogrnac) یک منطقهٔ مسکونی در صربستان است که در زایچار واقع شده‌است. وراژوگرناتس ۱٬۳۴۰ نفر جمعیت دارد.